# Парат
Пара́т (Пруд; чув. Парат) — река в России, протекает по территории Килемарского района Республики Марий Эл и Чебоксарского района Чувашии. Среднее и нижнее течение проходит вдоль границы двух республик. Исток — в болотах севернее деревни Большой Ермучаш, впадает в Чебоксарское водохранилище на Волге в 1989 км от её устья по левому берегу. Длина реки составляет 51 км, площадь водосборного бассейна — 586 км².
По данным водного реестра ранее принимал справа реку Шоменка, однако после создания Чебоксарского водохранилища Шоменка была затоплена.

## Данные водного реестра
По данным государственного водного реестра России относится к Верхневолжскому бассейновому округу, водохозяйственный участок реки — Волга от устья реки Ока до Чебоксарского гидроузла (Чебоксарское водохранилище), без рек Сура и Ветлуга, речной подбассейн реки — Волга от впадения Оки до Куйбышевского водохранилища (без бассейна Суры). Речной бассейн реки — (Верхняя) Волга до Куйбышевского водохранилища (без бассейна Оки).
Код объекта в государственном водном реестре — 08010400312110000044171.